# Jeziorak
Jeziorak is een meer in noordoost Polen. Het meer, dat van Zalewo in het noorden naar Iława in het zuiden loopt, is met een lengte van 27 kilometer het langste van Polen. De oppervlakte van het meer is 32,19 km². In het meer bevinden zich meerdere eilanden, waarvan Wielka Żuława het grootste is.
Voorheen vormde het meer een deel van de grens tussen Oost- en West-Pruisen. In 1860 werd een kanaal aangelegd naar Elbląg.

## Galerij

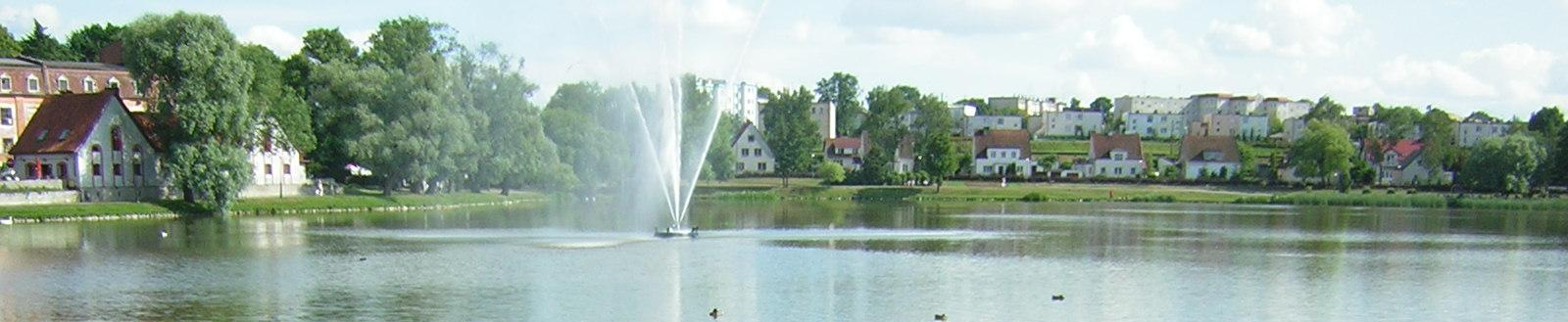
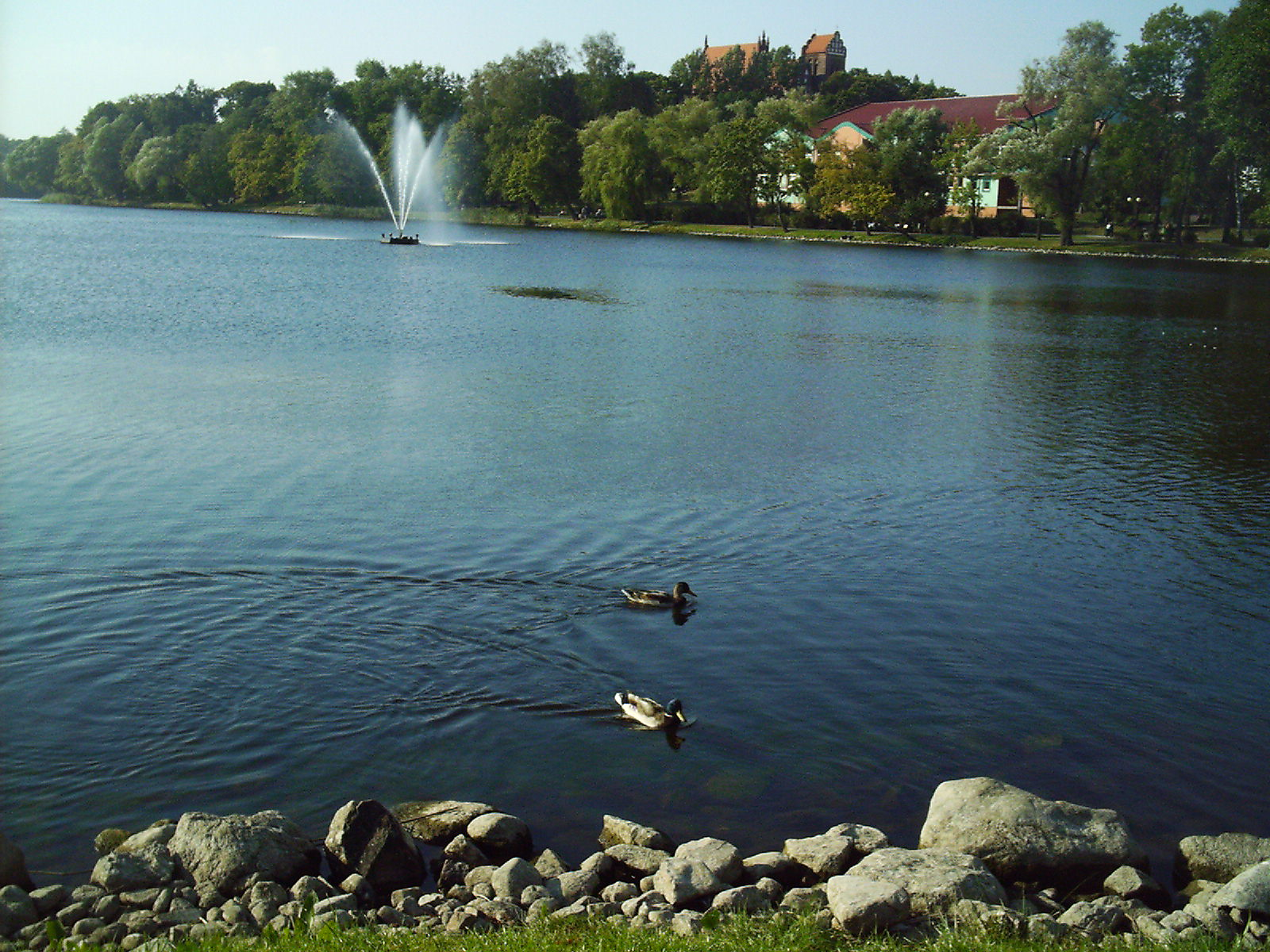